# Atractaspis engdahli
Espèce
Atractaspis engdahli est une espèce de serpents de la famille des Lamprophiidae. 

## Répartition
Cette espèce se rencontre dans le Nord-Est du Kenya et en Somalie.

## Description
L'holotype de Atractaspis engdahli mesure 415 mm dont 23 mm pour la queue. Cette espèce a la tête très plate et des yeux très petits. Sa teinte générale est brun noirâtre ou noire, un peu plus claire sur la face ventrale.
C'est un serpent venimeux.

## Étymologie
Cette espèce est nommée en l'honneur du révérend Theodor Engdahl.

## Publication originale
- Lönnberg & Andersson, 1913 : On a collection of reptiles from Kismayu. Arkiv för Zoologi, vol. 8, n. 20, p. 1-6 (texte intégral).